# Isabel Glasser
Isabel Glasser (1 de mayo de 1958) es una actriz estadounidense de cine y televisión, reconocida por su participación en las películas Forever Young (1992), Pure Country (1992), Mother (1996), Second Chances (1998), Mentor (2006) y en la franquicia de La ley y el orden.

## Filmografía

### Cine
| Año  | Título                | Papel               | Notas |
| ---- | --------------------- | ------------------- | ----- |
| 1983 | A Marriage            | Nancy               |       |
| 1992 | Death Ring            | Lauren Sadler       | Video |
| 1992 | Pure Country          | Harley Tucker       |       |
| 1992 | Forever Young         | Helen               |       |
| 1995 | The Surgeon           | Dra. Theresa McCann |       |
| 1996 | Mother                | Cheryl Henderson    |       |
| 1998 | Tactical Assault      | Jennifer Banning    | Video |
| 1998 | Second Chances        | Kathleen Matthews   |       |
| 2004 | The Kings of Brooklyn | Madre               |       |
| 2006 | Mentor                | Margaret Burger     |       |
| 2006 | Fireflies             | Grace               |       |

### Televisión
| Año     | Título                                             | Papel              | Notas                                      |
| ------- | -------------------------------------------------- | ------------------ | ------------------------------------------ |
| 1987-89 | Loving                                             | Marty Edison       |                                            |
| 1990    | True Blue                                          |                    | "Blue Monday"                              |
| 1994    | The Enemy Within                                   | Sarah McCann       | Telefilme                                  |
| 1994    | NYPD Blue                                          | Christy Williamson | "The Final Adjustment", "Double Abandando" |
| 1995    | Circumstances Unknown                              | Deena              | Telefilme                                  |
| 1997    | The Pretender                                      | Nancy Gleason      | "The Better Part of Valor"                 |
| 1997    | Crisis Center                                      | Stephanie Kahn     | Papel recurrente                           |
| 1997    | The Rockford Files: Shoot-Out at the Golden Pagoda | Brianne Lambert    | Telefilme                                  |
| 1998    | Dellaventura                                       | Lorraine           | "The Human Factor"                         |
| 2000    | Law & Order                                        | Patty Taylor       | "Thin Ice"                                 |
| 2003    | Law & Order: Criminal Intent                       | Elaine Gergis      | "Probablity"                               |
| 2003    | Third Watch                                        | Rita Devore        | "The Price of Nobility"                    |
| 2004    | Law & Order: Special Victims Unit                  | Josette Brooks     | "Bound"                                    |
| 2005    | Law & Order: Trial by Jury                         | Jean Nevins        | "Baby Boom"                                |